# Bandeira da Organização Desportiva Pan-Americana
A Bandeira da Organização Desportiva Pan-Americana (ODEPA) é um dos símbolos da referida organização

## História
Nos primeiro anos da organização, entre os anos de 1951 e 1955, foi usada a Bandeira Olímpica. A primeira versão de uma bandeira própria foi adotada em 3 de setembro de 1955, nesta a logomarca da ODEPA aparecia em um fundo branco sem inscrições. Em 1991 foi acrescentado abaixo logo a inscrição "Organización Deportiva panamericana" e, logo abaixo, "Pan American Sports Organization" em letras em caixa alta na cor preta. Em 1998 as inscrições foram substituídas pelas siglas "ODEPA" e "PASO" em letras em caixa alta na cor preta na parte superior da bandeira, ficando assim até 2017, quando foi criado um novo emblema para a ODEPA e consequentemente, a bandeira teve que ser modificada para adaptar-se a essa mudança.